# Kopernikanisches Prinzip
Das kopernikanische Prinzip sagt aus, dass der Mensch keine ausgezeichnete, spezielle Stellung, sondern nur eine typisch durchschnittliche Stellung im Kosmos einnimmt. 

## Benennung nach Kopernikus
Die Benennung dieses Prinzips nach Nikolaus Kopernikus wurde zuerst 1960 durch den Astronomen Hermann Bondi eingeführt und 1973 durch Stephen Hawking und George F. R. Ellis in ihrem Buch The Large Scale Structure of Space-Time übernommen. Nikolaus Kopernikus hatte durch sein Werk einen wichtigen Beitrag zur Abkehr der europäischen Astronomie vom geozentrischen Weltbild und zur Hinwendung zum heliozentrischen Weltbild geleistet, in dem der Mensch als Beobachter keine gesonderte Stellung mehr innehat. Dieser historische Vorgang wird kopernikanische Wende genannt und oft als Beispiel eines Paradigmenwechsels zitiert, also eines Umschwungs zu einer völlig neuen Betrachtungsweise auf ein wissenschaftliches Feld. Die kopernikanische Wende Kants ist dessen Wende des Blicks des Erkenntnistheoretikers vom empirisch Gegebenen zurück in das Subjekt.

## Versionen und Interpretation
Das kopernikanische Prinzip ist eng verknüpft mit dem kosmologischen Prinzip, welches als eine konkrete Sonderform des kopernikanischen Prinzips betrachtet werden kann und besagt, dass das Weltall auf großen Skalen im Wesentlichen gleichförmig (homogen und isotrop) ist. Diese Prinzipien spielen eine große Rolle in der modernen Kosmologie, wo sie besonders durch Beobachtung der großräumigen Struktur des Universums gestützt werden. Demgegenüber wurde in älteren (vorkopernikanischen) Weltbildern die Erde als im Mittelpunkt der Welt stehend betrachtet, womit dem Menschen eine spezielle Stellung zugewiesen wurde.
Das kopernikanische Prinzip kann auf verschiedene Weise interpretiert werden. In seiner strengen Version ist es antiteleologisch, d. h., der Mensch nimmt weder als Beobachter innerhalb des Kosmos eine Sonderstellung ein noch ist der Kosmos sonst wie speziell auf den Menschen hin zweckgerichtet. In seiner abgeschwächten Version beschränkt es sich auf die Stellung des Menschen als Beobachter.
Eine spezielle Form des Kopernikanischen Prinzips ist das „Mittelmäßigkeitsprinzip“ (engl. „mediocrity principle“), welches besagt, dass die Umgebung des Menschen (Erde, Sonne) nicht speziell ist, sondern typisch für das Universum.

## Widerspruch
Bedenken gegen den Bezugsverlust der Wissenschaft zum Menschen wurden seit den Anfängen der Philosophie erhoben (seit Protagoras und den Stoikern), aber regelmäßig durch „Kopernikaner“ überstimmt. In der Neuzeit hat Edmund Husserl besonders eindringlich auf die „Sinnkrise der Moderne“ hingewiesen, die darin bestehe, dass die Wissenschaft, durch die Eliminierung des Subjekts aus dem Bereich des Forschens, den Bezug zum Leben (die Lebensbedeutsamkeit) verloren und die Philosophie sozusagen enthauptet habe.
Speziell auf das kopernikanische Prinzip Bezug nehmend, hat Peter Sloterdijk darauf hingewiesen, dass „bis heute der kopernikanische Schock nicht abgeklungen“ sei, dessen Bloßstellung der menschlichen Sinne zu einem „freien Fall des Denkens“ in die „theoretische Bodenlosigkeit“ geführt habe. Gegen diese „kopernikanische Mobilmachung“ zu „schwindelerregenden (…) Wahrheiten“ plädierte er für eine „ptolemäische Abrüstung“, in der „die Welt gegen die Weltbilder wieder zu ihrem Recht kommt“.
Eine weiterführende Betrachtung weist darauf hin, dass die Verlegung des Ruhepunkts vom Erdzentrum (Geozentrismus) in das Sonnenzentrum (Heliozentrismus) zwar ergonomisch vorteilhaft sei, aber auch nur eine Näherung darstelle, denn eine Drehung der Erde und der Sonnen um den gemeinsamen Schwerpunkt („Baryzentrismus“) komme den physikalischen Verhältnissen näher. Verabsolutierungen von Approximationen ohne Berücksichtigung der Auswirkungen auf den Menschen („Kopernikanismen“) haben im 20. Jahrhundert zu menschenvernichtenden Folgen geführt, weswegen man dem Menschen seine ausgezeichnete, spezielle Stellung zurückgeben müsse.